# Угаров, Михаил Юрьевич
Михаил Юрьевич Угаров (23 января 1956, Архангельск, РСФСР, СССР — 1 апреля 2018, Москва, Россия) — российский драматург, режиссёр театра и кино, сценарист, один из организаторов фестиваля молодой драматургии «Любимовка», художественный руководитель «Театра. DOC», художественный руководитель «Центра драматургии и режиссуры А. Казанцева и М. Рощина», руководитель семинара молодых драматургов, идеолог движения «Новая драма».

## Биография
Родился 23 января 1956 года в Архангельске. Учился в Литературном институте им. А. М. Горького, но не окончил его, ушёл с 4-го курса; в списках выпускников с 1971 года по 2003 год его нет.
В середине 1990-х был одним из организаторов и участников творческого совета «Дебют-центра» Центрального Дома актёра. Работал на телевидении: автор сценариев для сериалов «Петербургские тайны» и «Дневник убийцы» (в соавторстве, режиссёр Кирилл Серебренников). Публиковал пьесы в драматургических альманахах, повесть «Разбор вещей» напечатана в журнале «Дружба народов». Был руководителем популярной программы «Моя семья» (РТР), ведущим которой был Валерий Комиссаров. В 2002 году недолгое время работал сценаристом в другом проекте Комиссарова — ток-шоу «Окна» на СТС.

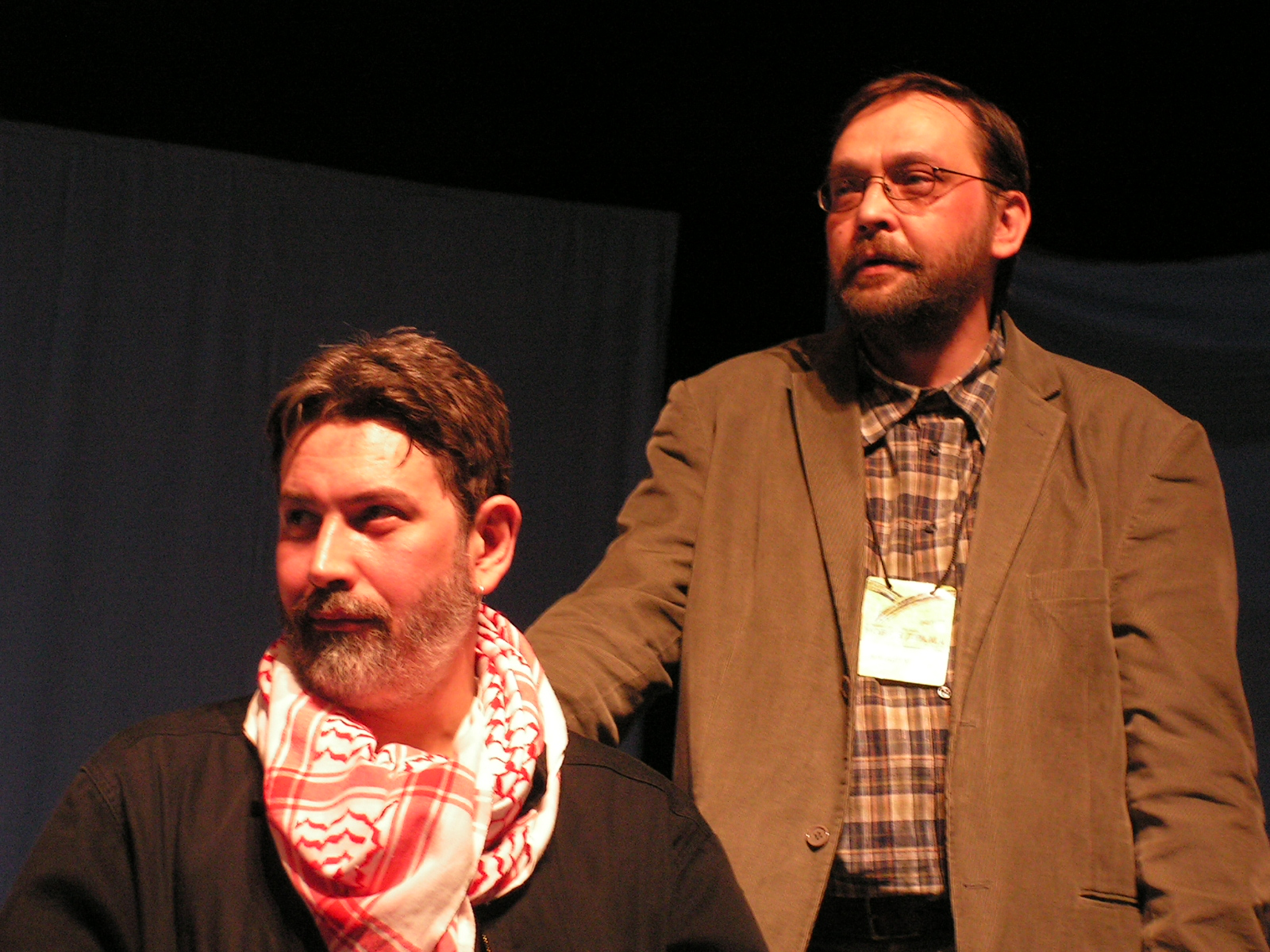
Драматург Вадим Леванов и Михаил Угаров

C 2009 года вёл направление «Документальный театр» образовательной программы «Творческий менеджмент и режиссура документального кино и документального театра» в Высшей школе журналистики НИУ ВШЭ. Преподавал в Школе документального кино и Театра Марины Разбежкиной и Михаила Угарова.
С 2010 по 2012 год был художественным руководителем Центра драматургии и режиссуры. Главной целью своей работы Михаил Угаров видел возвращение к экспериментальной работе, спонтанности постановок. Под его руководством режиссёр Марат Гацалов создал специальную лабораторию «Мастерская на Беговой», в которой молодые театральные деятели могли представить планы новых постановок на суд совета экспертов. Именно при Угарове стали популярны «лабораторные» опыты студии, зрители проявили интерес к незавершенным и динамичным спектаклям ЦДР.
В конце 2013 года Угаров принимал участие в телепроекте «Былое и Дума», организованном телеканалом «Дождь». В нём группа актёров зачитывала на камеру фрагменты стенограмм наиболее значимых для российской истории заседаний нижней палаты парламента.
Был женат на Елене Греминой (1956—2018).
Скончался на 63-м году жизни от сердечного приступа 1 апреля 2018 года в Москве. Похоронен на Троекуровском кладбище.

## Творчество

### Постановки в театре

#### Центр драматургии и режиссуры
- «Класс Бенто Бончева» (Максим Курочкин),

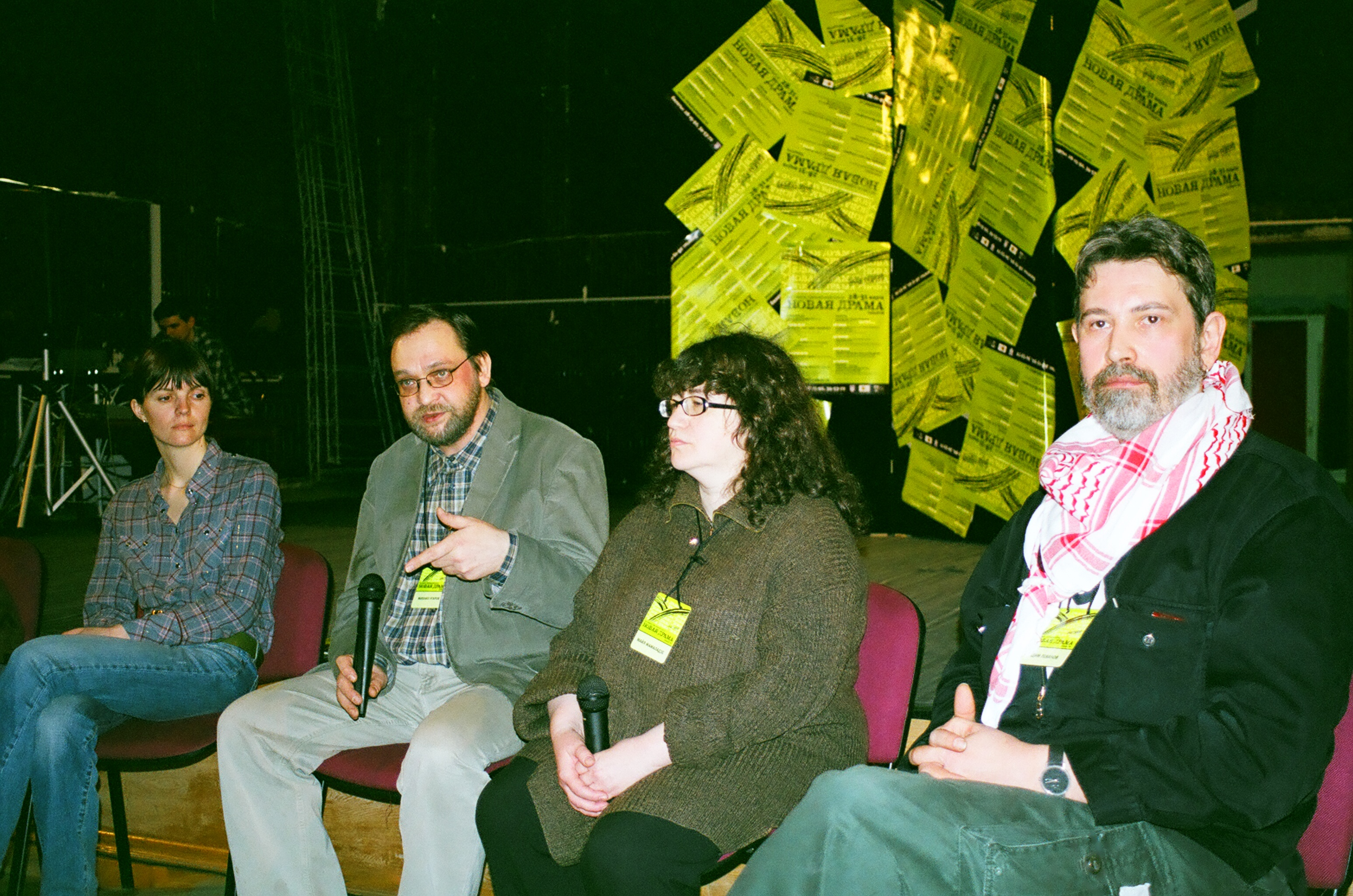
Михаил Угаров на театральном фестивале «Новая драма в Тольятти», март 2007 года.

- «Облом off»[16] (также автор пьесы),
- «Трансфер» (Максим Курочкин);

#### Театр.doc
- «Война молдаван за картонную коробку»,
- «Жизнь удалась»,
- «Сентябрь.doc»,
- «Час восемнадцать»,
- «Аляска»,
- «Двое в твоём доме» (совм. с Талгатом Баталовым)
- «24+» (при участии Максима Курочкина)
- «Молодой и рассерженный»,
- «Человек из Подольска» (совм. с Игорем Стамом)
- «Взрослые снаружи»

#### Другие площадки
- «Маскарад/маскарад»,
- «Газета „Русскій инвалидъ“ за 18 июля…», театр Et cetera
- «Количество» (Кэрил Черчилль[англ.]), МХАТ им. Чехова
- «Люди древнейших профессий» (Данила Привалов), Школа современной пьесы
- «Потрясённая Татьяна» (Лаша Бугадзе), фестиваль «Новая драма»

### Фильмография

#### Режиссёр
- 2008 — Любовь на районе[17]
- 2009 — Черчилль (совместно[18] с Алексеем Жиряковым)
- 2014 — Братья Ч[19]

#### Сценарист
- 1994 — Петербургские тайны
- 2002 — Дневник убийцы
- 2003 — Северный сфинкс
- 2004 — Рагин

## Признание и награды
- 2002 — премия «Новое слово» и звание лауреата фестиваля «Новая драма».
- 2002 — пьеса «Смерть Ильи Ильича» стала одной из победительниц драматургического конкурса МХТ им. Чехова и Министерства культуры РФ.
- 2003 — премия московского отделения СТД РФ «Гвоздь сезона» в номинации «лучший спектакль театрального сезона Москвы» — спектаклю «Облом off» Центр драматургии и режиссуры п/р А. Казанцева и М. Рощина
- 2003 — приз зрительских симпатий фестиваля «Золотая маска» — спектаклю «Облом off»
- 2010 — специальный приз жюри драматического театра национальной театральной премии «Золотая Маска» — спектаклю «Жизнь удалась»
- 2011 — спектакль «1:18» Театр.doc был выдвинут на соискание национальной театральной премии «Золотая Маска» в номинации «Эксперимент».
- 2011 — премия Московской Хельсинкской группы за защиту прав человека средствами культуры и искусства[20].

## Общественная позиция
В 2018 году поддержал обращение Европейской киноакадемии в защиту заключенного в России украинского режиссёра Олега Сенцова.

## Оценки
Борис Минаев в своей статье «Два сюжета из театральной жизни» в журнале «Октябрь» так оценивает деятельность Угарова:

Между тем явление, созданное Угаровым и Греминой, безусловно, огромно. До начала 2000-х годов о новой русской драме практически никто и не слышал. Ничего не было. Театры и в столице, и в провинции наперебой ставили Чехова, Горького, Шекспира, советские пьесы, американскую классику, инсценировки всемирно знаменитых романов. Никому и в голову не приходило вытащить на сцену «нового русского человека». А ведь, как выяснилось, драматургию, как и стихи, нельзя остановить. Современные пьесы пишутся. Создаются вопреки и несмотря на. В стол, для непонятно кого, при полном отсутствии социального запроса, равнодушии заказчика, отторжении зрителя от современных сюжетов. Угаров сломал всю эту историю своим личным, многолетним подвигом просветителя.
<…>.
Миша и Лена создали не только Театр.doc, но целую школу новой драмы — сотни новых пьес прошли через их руки, через обсуждения в студии, на фестивале «Любимовка», десятки новых имён загорелись благодаря их заботе и прямому разговору со своими воспитанниками. Новая драма разлетелась по театрам страны, ученики стали маститыми авторами, в том числе и в теледраматургии, эта эстетика вошла в плоть и кровь современного русского кино, театра — а они продолжали работать в своем подвале.